# G. Henle Verlag
G. Henle Verlag (oprindelig Verlag zur Herausgabe musikalischer Urtexte) (ofte kaldet Henle) er et tysk nodeforlag grundlagt 20. oktober 1948 af dr.jur. Günter Henle (1899–1979). Henles målsætning har siden grundlæggelsen været at udgive noder i urtekst-udgaver. Henle udgiver i dag (2015) mere end 1.100 urtekstudgaver af ca. 50 komponister og siges dermed at være det musikforlag, der tilbyder det største udvalg af urtekstudgaver. Flere internationale musikere lægger navn til Henle.

## Ekstern kilde og reference
G. Henle Verlags hjemmeside Arkiveret 12. juni 2007 hos  Wayback Machine
1. ↑  "G. Henle Verlag – Notenausgaben klassischer Musik im Urtext". Arkiveret fra originalen 13. december 2007. Hentet 5. oktober 2008.

| Tyskland | Spire Denne artikel om et firma eller en virksomhed i Tyskland er en spire som bør udbygges. Du er velkommen til at hjælpe Wikipedia ved at udvide den. |